# Aplicación para audífonos
Una aplicación para audífonos es un software que una vez instalado en una plataforma móvil ayuda con la audición. Los dispositivos móviles pueden incluir teléfonos inteligentes, tabletas o relojes inteligentes.

## Ajuste
Dado que las características operativas se ajustan directamente a través de la interfaz gráfica de la aplicación, esta opción permite clasificar el complejo de hardware y software como un audífono programable.
Por regla general una aplicación para audífonos ajusta el nivel del entorno acústico (sonido) circundante a las características auditivas del usuario, lo que le permite oír mejor. La mayoría de aplicaciones para audífonos funciona tanto con auriculares con cable como con bluetooth.
A diferencia del audífono tradicional que forma parte del sistema que consiste de un audífono, una interfaz de interfuncionamiento por cable o de forma inalámbrica, un dispositivo computacional y un software instalado para cambios, ajuste de aplicación para audífonos es un procedimiento que se realiza dentro del complejo de hardware y software unido.
|                                                                               | Aplicaciones para audífonos   | Audífonos tradicionales                |
| ----------------------------------------------------------------------------- | ----------------------------- | -------------------------------------- |
| Canales                                                                       | Hasta 256                     | 15-111                                 |
| Frecuencia de muestreo                                                        | Lo máximo 44 kHz              | Lo máximo 14 kHz                       |
| Audífono programable                                                          | Sí (hecho por el usuario)     | Sí (hecho por el especialista)         |
| Prueba de audición incorporada                                                | Sí                            | Sí (limitado)                          |
| Tiempo de prueba de audición                                                  | Unos minutos (por el usuario) | 30-60 minutos (varias veces)           |
| Efectos de la anti estigmatización                                            | Sí                            | No, a excepción de canales intra (CIS) |
| Grabadora de audio + reconocimiento de voz en texto                           | Sí                            | No                                     |
| Opción de micrófono remoto sin dispositivos adicionales                       | Sí                            | No                                     |
| Corrección binaural de ambos oídos                                            | Sí                            | No                                     |
| Ecuación de ganancia que tiene en cuenta límite superior de percepción        | Sí                            | No                                     |
| Supresión de ruido ajustable                                                  | Sí                            | Sí                                     |
| Ecosistema de aplicaciones de asistencia (radio, reproductor de música, etc.) | Sí                            | No                                     |
| Curso integrado de adaptación al audífono                                     | Sí                            | No                                     |
| Cambio de ecuación de ganancia en línea                                       | Sí                            | No                                     |
| Amplificación de sonidos silenciosos (compresión dinámica - WDRC)             | Sí                            | No                                     |
| Baterías                                                                      | Incorporadas, recargables     | Recargables y reemplazables            |

Por lo tanto, aplicación para audífonos no es inferior e incluso supera los audífonos tradicionales en algunas características (número de canales, frecuencia de muestreo, etc.).
La configuración básica del audífono es el ajuste de amplificación de acuerdo con el audiograma del usuario.
El proceso de selección del audífono tradicional comienza con la audiometría siendo también la primera característica del trastorno de la percepción del sonido considerada durante el ajuste de aplicación para audífonos. Si el usuario ya ha tenido un chequeo audiológico especial, un especialista puede realizar este tipo de ajuste de forma remota, así que el usuario puede ingresar los resultados de este chequeo con ayuda de la interfaz gráfica de esta aplicación. Muchas aplicaciones para audífonos tienen una opción incorporada de audiometría in situ que automatiza todo el proceso para que el usuario pueda realizar este tipo de chequeo por sí mismo. Para ello, se utilizan generadores a base de software de señales de tono y elementos de interfaz para la reacción al exceder límites de percepción auditiva.
El cambio rápido de configuración, tales como la compensación de reclutamiento, supresión de ruido, regulación de amplificación y otros permiten a los usuarios de aplicaciones para audífonos elegir la configuración que sea más conveniente para comprender el discurso en silencio o con un ruido de fondo.
Una opción adicional de aplicaciones para audífonos es la posibilidad de elegir y aplicar los conjuntos de parámetros que convienen mejor para las condiciones acústicas actuales, por ejemplo, para el silencio, para el habla en un entorno ruidoso, etc.
Algunas aplicaciones para audífonos brindan diferentes fórmulas informáticas para el cálculo de la amplificación objetiva a base de los datos de audiometría. Estas fórmulas sirven para amplificar el habla hasta el nivel de percepción más cómodo de parte del usuario.
En particular, la aplicación para audífonos Pertalex ofrece a sus usuarios 3 fórmulas bien conocidas:
- NAL-R;[11]
- Berger;[12]
- Pogo.[13]

Usando el micrófono de auriculares del móvil, la amplificación máxima disponible está limitada por la aparición de retroalimentación acústica entre el micrófono y el altavoz. Aumento del posible nivel de amplificación de la señal se garantiza mediante una mayor supresión de la retroalimentación acústica.
La retroalimentación acústica es la opción más generalizada de retroalimentación que aparece en la pérdida de sonido de retorno del altavoz al micrófono. Esto se debe a una pequeña distancia entre el micrófono y el altavoz, el ajuste flojo de un auricular a la superficie del meato acústico, etc.
Procesamiento bajo amplificación dependiente de la frecuencia de la señal de entrada para la compensación de la discapacidad auditiva incluye funciones de asistencia, tales como la supresión de la retroalimentación acústica.
En una serie de aplicaciones para audífonos, se utiliza un esquema con descomposición de señal de subbanda para la supresión de retroalimentación acústica.

## Ventajas y desventajas
En comparación con los audífonos tradicionales, esta aplicación para audífonos tiene las ventajas siguientes:
1. es más notable y no es tan cómodo para llevar;
2. dado que el micrófono no se instala en el oído, no utiliza las ventajas funcionales del auricular y la acústica natural del oído externo.

Al mismo tiempo, las aplicaciones para audífonos tienen una serie de ventajas significativas:
1. una distancia larga entre el micrófono y el altavoz evita la retroalimentación acústica, lo que permite el uso de una gran amplificación acústica y un algoritmo de procesamiento de señal de audio más simple;
2. debido al tamaño bastante grande del dispositivo, es posible implementar funciones de control más convenientes para personas con habilidades motoras deficientes;
3. se puede usar varios tipos de auriculares;
4. se puede alcanzar el nivel de presión de sonido más alto y obtener una alta calidad de sonido debido a los altavoces grandes y la larga duración de batería;
5. resistente a cerumen y humedad;
6. gracias a la batería de gran capacidad, se puede utilizar algoritmos de procesamiento de señal de audio más complejos y una frecuencia de muestreo más alta;
7. flexibilidad de software;
8. sistema de distribución de software desarrollado a través de servicios apropiados; la posibilidad de aplicar algoritmos de corrección auditiva a grabaciones de audio y vídeo, llamadas telefónicas, etc., y no solo a señales acústicas;
9. configuración de aplicación para audífonos en general no requiere equipos especiales y calificaciones, el usuario puede usarla de forma libre;
10. aplicación para audífonos no causa ningún inconveniente psicológico, ya que un móvil/tableta no está asociado con las patologías auditivas en otras personas;
11. el usuario no necesita comprar y llevar un dispositivo separado.

## Características comparativas
De las 11 aplicaciones probadas que sirven para asistencia auditiva, todas las 11 aplicaciones aún estaban accesibles al final del período de valoración. La mejor aplicación en la categoría de asistencia auditiva fue el audífono Petralex (4.3/5).

Distribución de aplicación para audífonos está limitada por la infraestructura de tiendas de aplicaciones especializadas, como App Store, Google Play, etc. Hay una cantidad bastante grande de aplicaciones que implementan un audífono basado en un móvil/tableta. Sin embargo, a pesar de la idea de los audífonos común, todas aplicaciones difieren en varios criterios.
Para realizer la evaluación comparativa, fueron seleccionadas las siguientes aplicaciones de las más populares de la tienda Google Play (para dispositivos Android) y la App Store (para dispositivos iOS), seleccionadas a base de la búsqueda de la palabra “audífonos”, que cumplen con los criterios siguientes:
- fecha de lanzamiento de la última versión – no más tarde de junio de 2012;
- correspondencia de las funciones principales declaradas por los desarrolladores en las descripciones con las tareas que resuelve la aplicación – es decir, compensación de las deficiencias auditivas.

Características comparativas de las aplicaciones para audífonos presentadas en el mercado son indicadas en la tabla siguiente:
|                                                                           | Petralex                            | uSound (Hearing Assistant)         | Hearing Aid Sound Amplifier | Fennex              | Ear Spy                             | Jacoti ListenApp    | BoiAid          | AmplyPhone     | Dectone             | Listening device - Hearing aid | Google Sound Amplifier |
| ------------------------------------------------------------------------- | ----------------------------------- | ---------------------------------- | --------------------------- | ------------------- | ----------------------------------- | ------------------- | --------------- | -------------- | ------------------- | ------------------------------ | ---------------------- |
| Último lanzamiento                                                        | (iOS), (Android)                    | (iOS), (Android)                   | (iOS)                       | (iOS)               | (iOS), (Android)                    | (iOS)               | (iOS)           | (iOS)          | (Android)           | (iOS)                          | (Android)              |
| Latencia de audio                                                         | 20 ms*** (iOS), 65 ms*** (Android)  | 30 ms*** (iOS), 30 ms*** (Android) | 30 ms*** (iOS)              | 45 ms*** (iOS)      | 35 ms*** (iOS), 360 ms*** (Android) | 20 ms*** (iOS)      | 30 ms*** (iOS)  | 35 ms*** (iOS) | 65 ms*** (Android)  | 30 ms*** (iOS)                 |                        |
| Audífono programable                                                      | Sí                                  | Sí                                 | Sí                          | Sí                  | No                                  | Sí                  | No              | No             | Sí                  | Sí                             | No                     |
| Prueba de audición incorporada                                            | Sí                                  | Sí                                 | No                          | Sí                  | No                                  | Sí*****             | No              | No             | Sí                  | Sí                             | No                     |
| Audiometría automática/manual                                             | Automático y manual                 | Automático y manual                | Manual                      | Automático y manual | No                                  | Automático y manual | No              | No             | Automático y manual | Automático y manual            | No                     |
| Audífono no lineal                                                        | Sí                                  | No                                 | No                          | No                  | No                                  | No                  | No              | No             | Sí                  | Sí                             | No                     |
| Amplificación de sonidos silenciosos (compresión dinámica - WDRC)         | Sí                                  | No                                 | No                          | Sí                  | No                                  | No                  | No              | No             | Sí                  | Sí                             | Sí                     |
| Ajuste de WDRC                                                            | Sí                                  | No                                 | No                          | Sí                  | No                                  | No                  | No              | No             | Sí                  | Sí                             | Sí                     |
| Cambio de ecuación de ganancia en línea                                   | Sí                                  | No                                 | No                          | No                  | No                                  | No                  | No              | No             | Sí                  | Sí                             | No                     |
| Capacidad de adaptación al medio ambiente                                 | Sí                                  | Sí                                 | Sí                          | Sí                  | No                                  | Sí                  | Sí              | No             | Sí                  | Sí                             | No                     |
| Supresión de ruido ajustable                                              | Sí                                  | No                                 | Sí                          | Sí                  | No                                  | No                  | Sí              | No             | Sí                  | Sí                             | Sí                     |
| Supresión de retroalimentación acústica                                   | Sí                                  | No                                 | No                          | No                  | No                                  | No                  | No              | No             | Sí                  | Sí                             | No                     |
| Soporte para auricular bluetooth                                          | Sí, on iOS and Android              | Sí, on iOS and Android             | Sí, only on iOS             | Sí, only on iOS     | Sí, on iOS and Android****          | No                  | Sí, only on iOS | No             | Sí                  | Sí                             | No                     |
| Grabador de audio                                                         | Sí                                  | No                                 | No                          | No                  | Sí****                              | No                  | No              | Sí             | Sí                  | Sí                             | No                     |
| Reconocimiento de voz en texto                                            | Sí, only on iOS                     | No                                 | No                          | No                  | No                                  | No                  | No              | No             | No                  | Sí                             | No                     |
| Reconstrucción del balance de volumen del oído izquierdo/derecho          | No                                  | No                                 | Sí                          | Sí                  | No                                  | No                  | No              | No             | Sí                  | Sí                             | Sí                     |
| Ecuación de ganancia que tiene en cuenta límites superiores de percepción | Sí                                  | No                                 | No                          | No                  | No                                  | No                  | No              | No             | Sí                  | Sí                             | No                     |
| Ecosistema de aplicaciones asistenciales                                  | Sí                                  | No                                 | No                          | No                  | No                                  | No                  | No              | No             | Sí                  | Sí                             | No                     |
| Curso de adaptación integrado a la aplicación de audífonos                | Sí                                  | No                                 | No                          | No                  | No                                  | No                  | No              | No             | Sí                  | No                             | No                     |
| Ecuación de ganancia especial para tinnitus                               | Sí                                  | No                                 | No                          | No                  | No                                  | No                  | No              | No             | Sí                  | Sí                             | No                     |
| Valoraciones                                                              | 4.7 on AppStore, 4.0 on Google Play | 3.7 on Google Play                 | 4.4 on AppStore             | No                  | 3.1 on AppStore, 3.7 on Google Play | No                  | No              | No             | 3.7 on Google Play  | 4.6 on AppStore                | 3.7 on Google Play     |

Notas: *probado en iPhone 6+ (iOS 9.2), ** probado en Samsung Galaxy A3 (Android 7.0), *** en la fecha de prueba (11 de febrero de 2019; hace 11 meses), **** en la versión pagada, ***** - con ayuda de una aplicación adicional.

## Principios básicos de operación de aplicación para audífonos
Los principios operativos de la aplicación para audífonos son similares a los de los audífonos tradicionales.
La mayoría de aplicaciones para audífonos ofrece dos modos: el modo de configuración (pasando por el procedimiento de audiometría in situ) y el modo de corrección auditiva.
El modo de configuración es un procedimiento de audiometría in situ que permite al usuario medir independientemente sus límites de audición utilizando señales de audio de tono que se generan con una amplitud que aumenta gradualmente durante un período de algunos segundos. Las señales de audio se generan de acuerdo con la siguiente secuencia de frecuencias: 125, 250, 500, 1000, 2000, 4000, 6000 y 8000 Hz.
Algunas aplicaciones para audífonos no tienen un sistema integrado de audiometría. En este caso, el usuario realiza el ajuste del nivel de amplificación del sonido (similar al ecualizador) según sus propios sentimientos subjetivos.
El modo de corrección auditiva representa un sistema de procesamiento de señal de audio. El sistema de procesamiento de señal de audio implementa un método de banda ancha para cambiar la corrección de la envoltura espectral de una señal utilizando un filtro con una respuesta de impulso finita cuya respuesta de frecuencia se genera según límites de audición definidos por el usuario durante el procedimiento de audiometría in situ.
Imagen 2: muestra un esquema general del procesamiento de señal en una aplicación para audífonos.
Una señal de entrada de audio, retroalimentación acústica (eco) y ruido de fondo son capturados por el micrófono, sumados y luego divididos en componentes de subbanda con una tasa de muestreo más baja utilizando un banco de filtros de análisis.

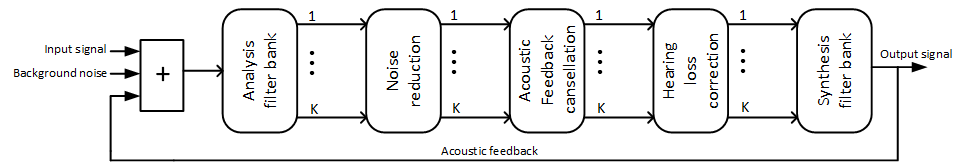
Imagen 2 – esquema general del procesamiento de señal en la aplicación para audífonos

La estimación del ruido se basa en el promedio recursivo controlado mínimo de los valores pasados del ruido.
Cualquier señal de subbanda libre de ruido se elimina del eco acústico mediante el filtrado adaptativo.
Los componentes de audio de subbanda libres de eco y ruido se amplifican multiplicando por los coeficientes correspondientes, que se calculan según el nivel de las señales de audio de entrada y salida, la energía del ruido ambiental, así como límites de audición (características de frecuencia de pérdida de audición) del usuario.
La unidad de ganancia también realiza la función de compresión de rango dinámico, compensando así la función de amplificación no lineal de la cóclea humana.
La señal de banda ancha procesada se sintetiza usando un banco de filtros de síntesis.
Bancos de filtros de análisis y síntesis pueden ser realizados como bancos de filtros modulados DFT, que es uno de los tipos de bancos de filtros más populares utilizados en los audífonos modernos.
Una señal de salida puede ser multiplicada por la ganancia total que proporciona un nivel de sonido cómodo. El usuario ajusta este coeficiente utilizando un controlador externo directamente en la interfaz la aplicación para audífonos.
Por regla general una aplicación para audífonos proporciona alta velocidad (es decir, un retraso de sonido mínimo) y alta calidad de sonido debido a un algoritmo de procesamiento de señal simple, así como a la implementación efectiva de bloques funcionales de aplicaciones.
Algunas aplicaciones para audífonos pueden carecer de un bloqueo de cancelación acústica.

## Eficiencia del audífono aproximada
A partir de los resultados de los estudios realizados sobre la efectividad del uso de las diferentes aplicaciones para audífonos, se puede concluir que para aquellos encuestados que nunca antes han usado audífonos, existe una tendencia a  un efecto positivo en la inteligibilidad del habla. Los encuestados que usaron audífonos notaron un impacto positivo en la inteligibilidad del habla al conversar en un ambiente ruidoso.
La aplicación para audífonos también puede ser útil no solo como audífono. Por ejemplo, puede ser útil en el proceso de estudio, ya que los estudiantes pueden colocar su móvil/tableta más cerca del maestro y oírlo mejor.